# Kirchbaumia
Kirchbaumia is een monotypisch geslacht van schimmels behorend tot de familie Phallaceae. Het geslacht bevat alleen de soort Kirchbaumia imperialis.